# Tuscaloosa, Alabama
Tuscaloosa, Alabama – wydany w 1994 roku album Elvisa Presleya, składający się z koncertu nagranego 3 czerwca 1975 roku w Tuscaloosa w Alabamie. Elvis ubrany był w Red Phoenix suit.  

## Lista utworów
1. „2001 Theme”
2. „See See Rider”
3. „I Got a Woman – Amen”
4. „Love Me”
5. „If You Love Me”
6. „Love Me Tender”
7. „All Shook Up”
8. „Teddy Bear – Don’t Be Cruel”
9. „Hound Dog”
10. „The Wonder of You”
11. „Burning Love”
12. „Band Introduction”
13. „Johnny B. Goode”
14. „School Days”
15. „Bridge over Troubled Water”
16. „T-R-O-U-B-L-E”
17. „Hawaiian Wedding Song”
18. „Let Me Be There”
19. „American Trilogy”
20. „Funny How Time Slips Away”
21. „Little Darlin'”
22. „Mystery Train - Tiger Man”
23. „Can’t Help Falling in Love”
24. „Closing Vamp"